# Guardia nazionale italiana
La guardia nazionale italiana fu un corpo militare del Regno d'Italia, inquadrato nel Regio Esercito.
Creato subito dopo l'unità d'Italia, e composto soprattutto da volontari reclutati tra gli elementi delle borghesie liberali e filo-unitarie del Mezzogiorno, venne concepito principalmente per contrastare e reprimere il brigantaggio postunitario italiano nello stesso Mezzogiorno, e fu utilizzato anche durante la terza guerra d’Indipendenza italiana. Dopo un tentativo di riorganizzazione nel 1875 venne sciolto definitivamente nel 1876.

## Storia

### I precedenti storici e la costituzione
Già prima dell'unità d'Italia, verso la fine del XVIII secolo erano sorte varie milizie, denominate Guardia nazionale, in ogni Stato italiano preunitario (a Bologna nel 1797, a Napoli nel 1806, nello Stato Pontificio nel 1831, in Toscana nel 1847) al fine di creare un “esercito del popolo” che desse man forte in caso di necessità al nucleo originario dell'esercito regolare, sul modello della guardia nazionale francese. Il 4 marzo 1848 anche nel Regno di Sardegna fu istituito il corpo della "Guardia Nazionale", come milizia volontaria, corpo che fu riordinato con legge il 27 febbraio 1859.
Durante la spedizione dei Mille il 22 ottobre 1860 un decreto, emanato nel periodo della dittatura di Garibaldi in Sicilia, trasferì la
Milizia nazionale siciliana, costituita il 14 maggio 1860, con comandante Nicolò Turrisi Colonna, nella Guardia nazionale, cosa già avvenuta il 13 ottobre per le province toscane, con regio decreto di Vittorio Emanuele II. Lo stesso Garibaldi con un decreto del 17 settembre 1860, escluse dalla Guardia Nazionale borbonica, istituita solo il 5 luglio 1860, i filo-borbonici.
Dopo la proclamazione del Regno d'Italia, vista l'impossibilità dell'esercito sabaudo di presidiare tutto il mezzogiorno d'Italia e la necessità di creare un nuovo esercito nazionale, si decise che la Guardia nazionale avrebbe avuto una codificazione unica, con la legge del 4 agosto 1861, n. 143, con una disponibilità iniziale di 220 battaglioni.

### Il contrasto al brigantaggio (1861 – 1865)

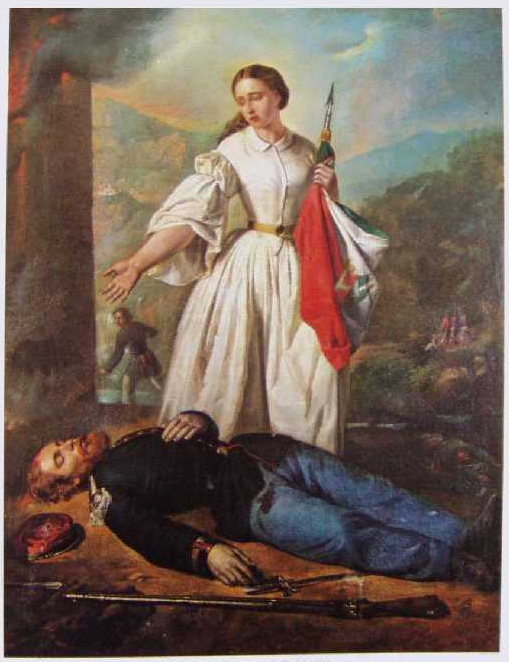
Dipinto anonimo dell'epoca, apologetico dell'eroismo della Guardia Nazionale contro il brigantaggio postunitario: una donna con il tricolore stretto al corpo, in segno di lutto, mostra un ufficiale della Guardia Nazionale ucciso in combattimento; sul lato sinistro si scorge la parete di una casa in fiamme, alle spalle si muove un altro militare, sullo sfondo un paesaggio montuoso appenninico coperto di boschi, al cui limitare vi sono tre figure (probabilmente briganti) che osservano la scena

Il compito principale del corpo, che presto crebbe a dismisura grazie all'introduzione del servizio militare obbligatorio in Italia, fu il combattere il brigantaggio postunitario nel mezzogiorno d'Italia, ma sebbene in assenza di presidi sul territorio i reparti della guardia assieme al sindaco erano gli unici punti di riferimento delle nuove istituzioni italiane, l'operato dai reparti risultò spesso influenzato dalle vicende politiche soprattutto locali, e fu spesso al centro anche di scontri interni.

### La riforma e lo scioglimento (1866-1876)
Il primo compito operativo nel nord Italia avvenne allo scoppio della terza guerra d'indipendenza italiana nel 1866, tuttavia durante il conflitto il corpo diede pessima prova di sé: delle 36.000 guardie nazionali chiamate alle armi per costituire 62 battaglioni, soltanto 25.000 si presentarono.
I tentativi di rivitalizzare l'istituzione inserendo in essa ufficiali della riserva dell'esercito professionale fallirono, e le successive riforme e i disegni di legge diretti alla sua soppressione  iniziarono sin dal 1872, fino al suo scioglimento ufficiale avvenuto con la riforma promossa dal generale Cesare Francesco Ricotti-Magnani con la legge 30 giugno 1876, n. 3204.

## Composizione e funzioni
Era formata principalmente da coloro soggetti a obbligo del servizio militare obbligatorio di leva in Italia; in particolare in essa potevano prestare servizio tutti i cittadini tra i 21 e 55 anni, e potevano essere arruolati come volontari anche i giovani tra i 18 e i 21 anni con l'autorizzazione dei genitori, erano invece esclusi dall'arruolamento coatto alcune categorie di cittadini, sulla base del loro status giuridico.
Era inoltre tenuta a mettere a disposizione del Regio Esercito dei corpi distaccati - poi rinominati formalmente guardia nazionale mobile - con funzione di presidio delle piazzeforti, ed era formata da volontari di età compresa fra i 18 ed i 40 anni, con mobilitazione in tempo di pace per tre mesi all'anno e a tempo indeterminato invece in caso di guerra sul territorio del Regno d'Italia. Gli ufficiali erano di nomina regia ed erano nominati tali in base ad imprese militari o per condizione sociale, mentre i ruoli organici avevano dei limiti numerici previsti dalla legge.
Aveva essenzialmente servizio con funzioni di presidio tipici di una guarnigione ed operava in un comune italiano o in distaccamento presso altro ente comunale con funzioni di mantenimento dell'ordine pubblico; invece  presso le città o i centri con un maggior numero di abitanti era inoltre costituita la Legione, formata da una maggiore quota di personale.

## Bilancio operativo
Come forza di sicurezza interna i suoi metodi furono generalmente ritenuti efficaci - sebbene spesso duri - nel loro scopo primario di contribuire a reprimere e poi debellare definitivamente il fenomeno del brigantaggio e del banditismo nel meridione d'Italia, sebbene nelle zone d'operazione fosse formata da soggetti del luogo, ma di dubbia moralità e trascorsi discutibili. Tra i membri più noti Giovanni Verga
Essa proseguì e completò l'opera già condotta per un decennio nel mezzogiorno d'Italia dal regio esercito italiano, al cui fianco essa aveva operato per tutto il periodo.